# Fenton Parkway
Felton Parkway es una estación del Trolley de San Diego localizada en Mission Valley East, barrio de San Diego, California funciona con la línea Verde y el Servicio de Eventos Especiales. La estación de la que procede a esta estación es Río Vista y la estación siguiente es Estadio Qualcomm.

## Zona
La estación se encuentra localizada en Felton Parkway y Northside Drive cerca de la Librería de Mission Valley y el Estadio Qualcomm.

## Conexiones
La estación no cuenta con conexiones directas de rutas. 